# Homoneura sauteri
Homoneura sauteri är en tvåvingeart som beskrevs av Malloch 1927. Homoneura sauteri ingår i släktet Homoneura och familjen lövflugor. Inga underarter finns listade i Catalogue of Life.